# Tridiscus stenosomus
Tridiscus stenosomus är en insektsart som beskrevs av De Lotto 1964. Tridiscus stenosomus ingår i släktet Tridiscus och familjen ullsköldlöss.
Artens utbredningsområde är Kenya. Inga underarter finns listade i Catalogue of Life.